# Gêmeas Kessler

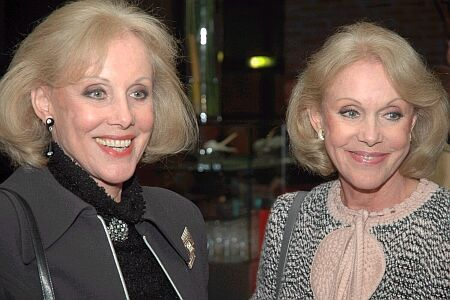
As Gémeas Kessler (2005)

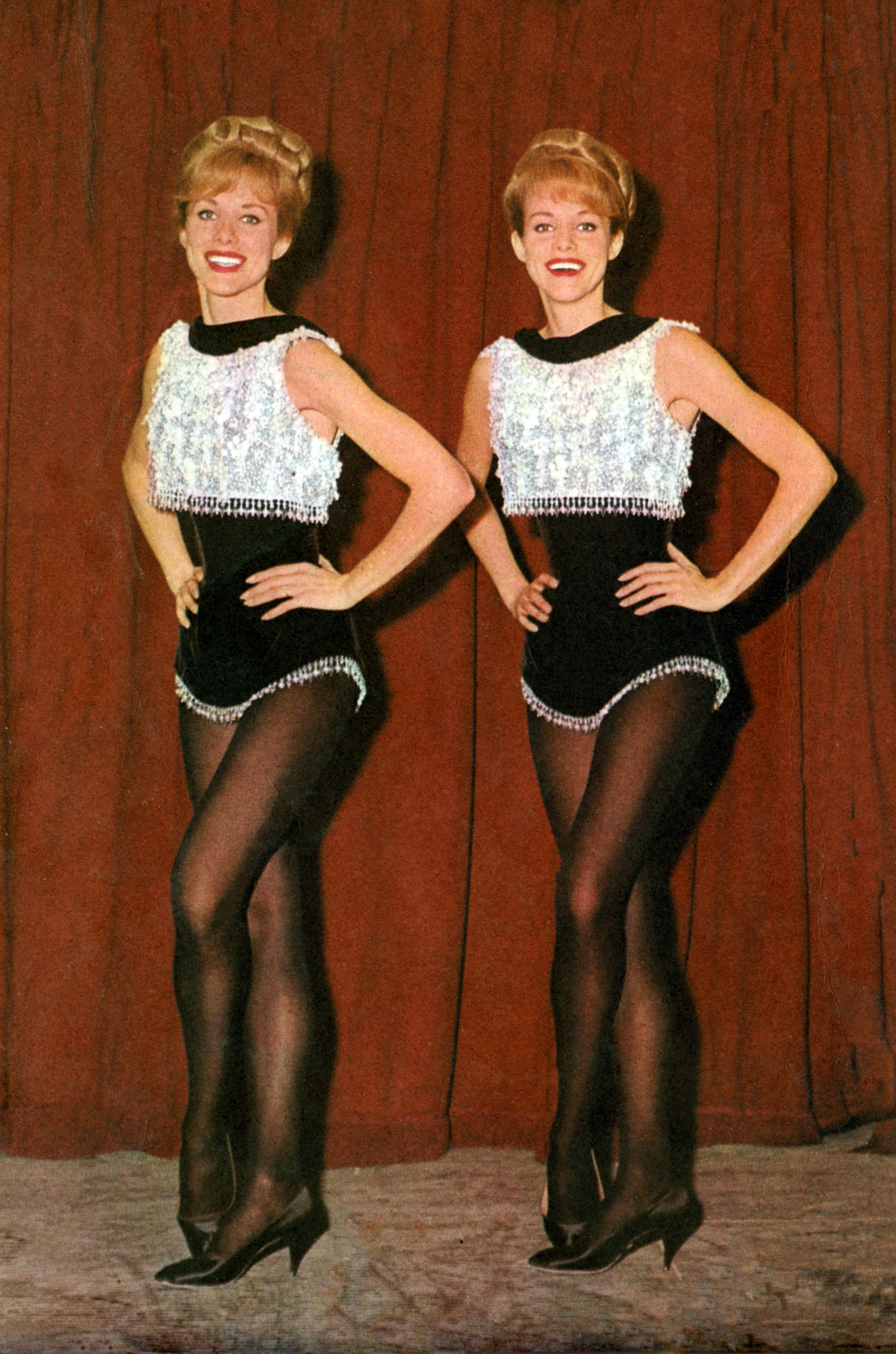
Na capa da revista italiana TV Sorrisi e Canzoni (1965)

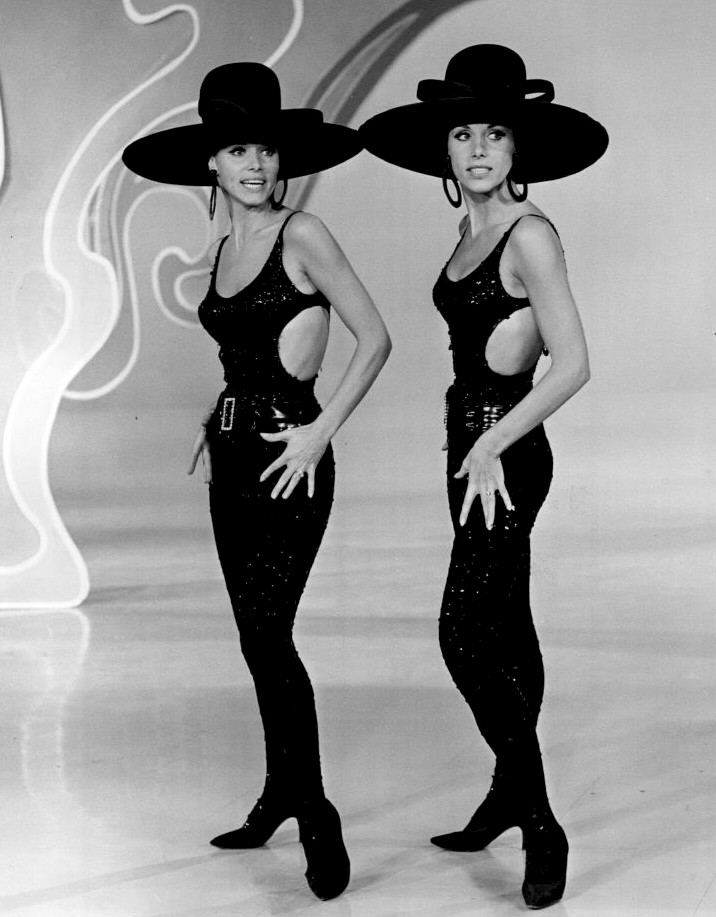
No The Danny Kaye Show (1966)

Alice e Ellen Kessler (Nerchau, Saxônia, Alemanha), (20 de agosto de 1936-) são duas gémeas populares na Europa, especialmente em Alemanha e Itália das década de 1950 e 1960 até hoje e elas cantavam, dançavam e representavam papéis.
Elas são geralmente creditadas como as "Gémeas Kessler", Die Kessler-Zwillinge na Alemanha e Le Gemelle Kessler em Itália, e permanecem populares na atualidade.
Nos Estados Unidos, elas não foram tão populares, mas surgiram num filme de 1963 Sodom and Gomorrah como dançarinas e na capa da revista Life Magazine naquele ano.
Os pais delas, Paul e Eva, inscreveram-nas no Ballet quando tinham 6 anos e eram juntaram-se ao programa infantil da Ópera de Leipzig, quando tinham 11 anos. Quando tinham 18 anos, a família saiu da Alemanha Oriental para se refugiar na Alemanha Ocidental, onde elas cantaram no Palladium de Düsseldorf. Elas cantaram também no Lido em Paris entre 1955 e 1960, e representaram a então  Alemanha Ocidental no Festival Eurovisão da Canção 1959, terminando em oitavo lugar com a canção "Heute Abend wollen wir tanzen geh'n ("Esta noite nós queremos dançar").
Em 1960, partiram para Itália e gradualmente passaram a representar papéis mais sérios. Aos 40 anos, concordaram em posar na capa da edição italiana da "Playboy".
As duas gémeas regressaram ao país natal, Alemanha em 1986 e atualmente vivem em Munique. Elas receberam vários prémios tanto do governo alemão, como italiano para promover a cooperação germano-italiana pelo seu trabalho na vida artistica.